# Andel, Côtes-d'Armor
Andel (gallo: Andèu) är en kommun i departementet Côtes-d'Armor i regionen Bretagne i nordvästra Frankrike. Kommunen ligger i kantonen Lamballe som tillhör arrondissementet Saint-Brieuc. År 2022 hade Andel 1 170 invånare.

## Befolkningsutveckling
Antalet invånare i kommunen Andel
Referens:INSEE